# Luigi Carbonari (politico)
Luigi Carbonari (Folgaria, 3 ottobre 1880 – Strigno, 20 settembre 1971) è stato un politico italiano.

## Biografia

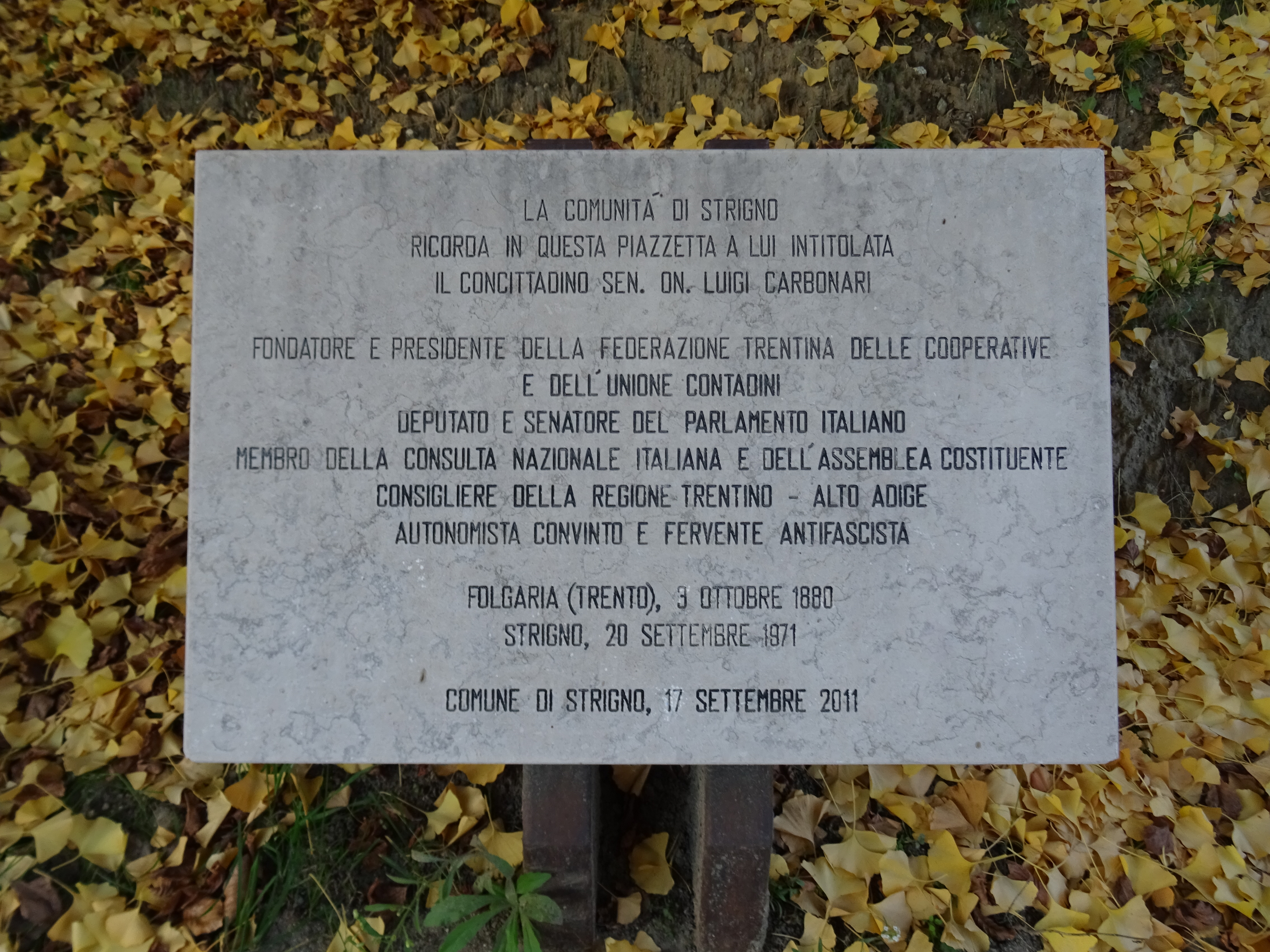
Lapide commemorativa a Strigno

Ancora studente, nel 1902, fonda la Cassa rurale e la Cooperativa di consumo di Folgaria. Nel 1906 viene incarcerato insieme a De Gasperi per aver partecipato alla manifestazione per l'Università Italiana di Trieste. L'anno dopo è processato per aver promosso manifestazioni per l'annessione del Trentino all'Italia.
Nel 1911 è eletto deputato al parlamento di Vienna, in rappresentanza degli italiani del Trentino da lui difesi nella lotta contro il Volksbund (1905-1911).
Nella prima guerra mondiale presta servizio come ufficiale dell'esercito austriaco, ma diserta presto e fugge a Firenze, dove attende la fine del conflitto.
Funzionario della Banca Cattolica, dopo essersi laureato in scienze economico-politiche e in contabilità dello Stato a Vienna, nel 1921 dopo le elezioni si dimette per esercitare il mandato di deputato per il Partito Popolare Italiano, al quale ha aderito sin dalla fondazione.
Fino al 1926 dirige la Federazione provinciale trentina del PPI, non accettando compromessi con il fascismo, per vivere esercita il mestiere di ambulante.
Nel dopoguerra, entra a far parte della Consulta Nazionale, e del Senato quale senatore di diritto nella prima Legislatura come esponente della Democrazia Cristiana.
Nel 1953 non si ricandida alle elezioni, ma presiede la Federazione dei consorzi e i Consigli agrari provinciali.
All'inizio degli anni '60 esce dalla DC, fondando l'Alleanza contadini artigiani che rappresenta nel consiglio provinciale di Trento dal 1964 al 1968. Dopo quest'esperienza politica si ritira a vita privata.